# Humanisme séculier
 (Modèle:Janvier 2018).
L'humanisme séculier est un courant de pensée [Quand ?] se fondant sur la raison et l'éthique pour aider au développement personnel des individus et à l'amélioration de la société.
Il diffère des humanismes religieux (en) car il n'est pas fondé sur la croyance ou la soumission à un dogme religieux. Son principe est que les êtres humains sont naturellement capables de morale, et qu'ils doivent fonder leurs décisions sur la responsabilité et les conséquences éthiques plutôt que sur la croyance religieuse.

## Définition
Le but de l'humanisme séculier est de rendre les êtres humains heureux et autonomes. Pour les humanistes séculiers, ce but peut être atteint sans pour autant faire appel à la croyance religieuse.
Un des principes fondateurs de ce courant est que l'idéologie (religieuse ou politique) doit être examinée par chaque individu et non pas simplement acceptée ou rejetée en se fondant sur la foi. Une part essentielle de cette philosophie est la recherche de la vérité par la science et la philosophie. 
Pour cette raison, cet humanisme est aussi appelé humanisme scientifique. Pour le biologiste Edward Osborne Wilson, l'humanisme séculier est « la seule vision du monde compatible avec l'évolution du savoir scientifique sur le monde réel et les lois de la nature »

## Principes
L'humanisme séculier décrit une vision du monde basée sur ces principes:
- La critique de ses croyances : Les dogmes, idéologies et traditions, qu'ils soient religieux, politiques ou sociaux, doivent être pesés et testés par chaque individu et pas seulement acceptés par foi.
- L'usage de la raison critique : L'engagement à l'usage de la raison critique, de la preuve factuelle et de la méthode scientifique plutôt qu'à la foi et au mysticisme, afin de chercher des solutions aux problèmes humains et des réponses aux questions humaines importantes.
- Le développement : Une des aspirations premières est la créativité, le développement et la réalisation autant personnelle que pour l'humanité en général.
- La recherche de la vérité objective : Une constante recherche de la vérité objective, avec la compréhension qu'un nouveau savoir et une nouvelle expérience peuvent altérer notre perception (imparfaite) de celle-ci.
- S'intéresser à cette vie :  S'intéresser à cette vie et s'engager à lui donner un sens par une meilleure compréhension de nous-même, de notre histoire, de nos réalisations intellectuelles et artistiques, et des perspectives de ceux qui diffèrent de nous.
- La recherche de principes éthiques : La recherche de principes éthiques viables, tant individuels que sociaux et politiques, choisis sur leur habilité à améliorer le bien-être humain et la responsabilité individuelle.
- La construction d'un monde meilleur : La conviction qu'avec la raison, la bonne volonté et la tolérance, un monde meilleur peut être construit pour nous-mêmes et nos enfants.